# Словаші
Словаші́ (рос. Словаши, чув. Славаш) — присілок у складі Цівільського району Чувашії, Росія. Входить до складу Ігорварського сільського поселення.
Населення — 110 осіб (2010; 109 у 2002).
Національний склад:
- чуваші — 100 %